# Holzwarche
Holzwarche är ett vattendrag i Belgien.   Det ligger i provinsen Liège och regionen Vallonien, i den sydöstra delen av landet, 80 km sydost om huvudstaden Bryssel.
Omgivningarna runt Holzwarche är en mosaik av jordbruksmark och naturlig växtlighet. Runt Holzwarche är det ganska glesbefolkat, med 45 invånare per kvadratkilometer.